# Maria vom heiligen Petrus

Porträt von Sr. Maria vom heiligen Petrus auf einem Gebetsbild

Maria vom heiligen Petrus (geboren als Perrine Eluère) (* 4. Oktober 1816 in Rennes, Frankreich; † 8. Juli 1848 in Tours, Frankreich) war eine römisch-katholische Ordensschwester im Karmel von Tours, die im Frankreich des 19. Jahrhunderts Visionen von Jesus hatte und die Verehrung des heiligsten Antlitzes Jesu verbreitete.

## Leben
Maria vom heiligen Petrus wurde am 4. Oktober 1816 als Perrine Eluère in Rennes in der Bretagne geboren. Sie war eines von elf Kindern des Schlossermeisters Eluère und dessen Frau. Da die Mutter früh starb, übernahm die älteste Schwester den Haushalt, während Perrine sich um die jüngeren Geschwister kümmern musste. So konnte Perrine nur knapp zwei Jahre lang die Schule besuchen und gerade Lesen und Schreiben lernen. Als Kind sei sie nicht gerade brav und fromm gewesen, eher eigensinnig und dickköpfig. Als Perrine mit sechseinhalb Jahren zum ersten Mal zur Beichte geführt wurde, beschloss sie, ihr Verhalten zu bessern. Oft wurde sie in der nahegelegenen Kirche Saint Germain angetroffen, im Gebet vertieft und den Kreuzweg meditierend. Sie war sich schon früh bewusst, dass sie zu einem Leben der besonderen Nachfolge Gottes berufen sei. Durch eine Predigt angeregt versuchte sie sich schon früh, wenn auch in kindlicher Weise, im inneren Gebet. Ihre Suche nach einem geeigneten Seelenführer und Beichtvater gestaltete sich äußerst schwierig, da ihr Streben nach Vollkommenheit oft nur Verständnislosigkeit hervorrief. Perrine litt sehr darunter und erlebte Zeiten der spirituellen Trockenheit und Verlassenheit, die ihr Gebetsleben beeinträchtigten. Sie suchte ihre Zuflucht bei der Gottesmutter und wurde durch eine einmalige Begegnung mit einem Priester auf ihrem Weg bestärkt. Im Alter von 17 Jahren wechselte Perrine einmal wieder den Beichtvater und wurde nun von Abbé Panager begleitet, der bekannt dafür war, Berufungen zum Ordensleben zu erkennen und zu fördern. Fünf Jahre lang wurde Perrine von ihm begleitet und geprüft. Sie musste sich in Werken der Nächstenliebe wie Krankenpflege und Armenfürsorge üben, stets freundlich sein und Demut und Selbstüberwindung zeigen. Bei einer Wallfahrt in ein nahegelegenes Marienheiligtum legte Perrine Nadeln, Schere und Fingerhut nieder – sie arbeitete im Nähatelier ihrer Tanten –, um eine baldige Möglichkeit zum Klostereintritt zu erbitten. Außerdem betete sie vor Reliquien des heiligen Martin von Tours, die in einer Kapelle in Rennes ausgestellt waren. Sie bat darum, falls es in seiner ehemaligen Diözese einen Karmel gebe, dort aufgenommen zu werden, ohne zu wissen, wo Martin überhaupt gelebt hatte. Auf wundersame Weise wurden ihre Gebete erhört. Abbé Panager überbrachte ihr eines Tages die Nachricht, dass sie in den Karmel von Tours, der Bischofsstadt des heiligen Martin, eintreten könne. Die dortige Priorin hatte sich mit der Bitte um eine Postulantin an ihn gewandt. Überglücklich machte sich Perrine am 11. November 1839 zusammen mit ihrem Vater auf den Weg nach Tours.
Beim Eintritt in den Karmel von Tours, der 1608 von der seligen Sr. Anna vom heiligen Bartholomäus gegründet worden war, erhielt Perrine den Ordensnamen Maria vom heiligen Petrus. Am 21. Mai 1840 wurde sie eingekleidet und legte am 8. Juni 1841 die Gelübde ab. Ihr wurde das verantwortungsreiche und mühevolle Amt der Pfortenschwester übertragen. Während ihres Lebens im Kloster erhielt Sr. Maria vom heiligen Petrus immer wieder in ihrer Seele Visionen und Offenbarungen von Jesus. Über diese Offenbarungen und über ihr Leben erstellte sie im Auftrag der Oberin mehrere Schriften, die auf Veranlassung des Bischofs aber im Archiv unter Verschluss gehalten wurden. Am 8. Juli 1848 starb Sr. Maria vom heiligen Petrus im Alter von nur 31 Jahren. Sie wurde auf dem Klosterfriedhof beigesetzt. Heute befindet sich ihr Grab im Oratorium vom heiligen Antlitz in Tours.

## Nachwirkung
Die Schriften von Sr. Maria vom heiligen Petrus wurden erst im Jahr 1875, also 27 Jahre nach ihrem Tod, für die Öffentlichkeit freigegeben. Dennoch beeinflusste sie maßgeblich den Ehrwürdigen Diener Gottes Leo Dupont, einen Freund des Karmel von Tours, mit ihrer Idee des Sühnewerkes und der Verehrung des heiligen Antlitzes. Auch die heilige Therese von Lisieux wurde von dem Leben und den Schriften der Karmelitin aus Tours beeinflusst. Durch die Gründerin des Karmel in Lisieux, Mutter Genoveva, sowie durch Sr. Agnes von Jesus, der leiblichen Schwester von Therese, wurde das Leben und das Werk von Sr. Maria vom heiligen Petrus auch im Karmel von Lisieux bekannt und verbreitet. Thereses Verehrung für die heiligmäßige Nonne aus Tours ging sogar so weit, dass sie eine Locke von Sr. Maria vom heiligen Petrus als Reliquie in ihrem Evangelienbüchlein aufbewahrte. Thereses Spiritualität vom Kleinen Weg zeigt in vielen Zügen Ähnlichkeiten mit dem Leben und der Spiritualität der Karmelitin von Tours.
Die Verehrung der heiligmäßigen Nonne von Tours intensivierte sich nach der Veröffentlichung ihrer Schriften. Nachdem der Karmel von Tours aufgelöst worden war, wurde der Leichnam von Sr. Maria vom heiligen Petrus exhumiert und im Oratorium vom heiligen Antlitz in Tours beigesetzt.